# Wilhelm Bernhard Jester
Wilhelm Bernhard Jester (* 14. Januar 1736 in Königsberg (Preußen); † 9. Februar 1785 ebenda) war ein deutscher Jurist.

## Leben
Der Sohn des Advokaten Johann Bernhard Jester immatrikulierte sich 1752 an der Universität Königsberg, um ein Studium der Rechtswissenschaften zu absolvieren. Bei seinem Anverwandten Sigismund Christoph Jester und Johann Ludwig L’Estocq hatte er als Responent bei einigen Disputationen agiert und wurde Mitglied der königlich deutschen Gesellschaft in Königsberg. Nach Ausbruch des Siebenjährigen Krieges ging er als Sekretär des Preußischen Ministers und Kanzlers von Tettau nach Magdeburg und blieb dort bis zum Frieden von Hubertusburg. Danach kehrte er nach Königsberg zurück, wo er 1763 Advokat am Hofgericht wurde. 
1764 promovierte er zum Doktor der Rechte und wurde Dozent an der juristischen Fakultät. 1765 ernannte man ihn zum Kriminalrat, 1773 wurde er ordentlicher Professor der Rechte und 1779 wurde er erster ordentlicher Professor der juristischen Fakultät und Kanzler der Universität. Zudem erhielt er 1780 die Aufsicht über die Wallenrodtsche Bibliothek und das Stipendiatenwesen. In seiner Eigenschaft als Königsberger Hochschullehrer beteiligte er sich auch an den organisatorischen Aufgaben der Königsberger Hochschule. So war er in den Sommersemestern 1773, 1777, 1779 sowie 1783 Rektor der Alma Mater und im Wintersemester 1777/78 übernahm er das Prorektorat derselben.

## Werke
- Oratio de salutationis officio consuli Romano habito. Königsberg 1752
- Diss. inaug, de transactionis validae consectariis. Königsberg 1764
- Diss. de deposito pecuniae numeratae, qua talis. Königsberg 1771
- Diss. de origine legis Falcidiae et computatione quartae legatis annuis detrahenda. Königsberg 1773
- Meletemata de eo, quod publice per magistratus fieri debet singulis non facile concedeudo, ut et de duellis in specie. Königsberg 1773
- Diss. de acquirendo thesauri dominio. Königsberg 1774